# (5637) Gyas
(5637) Gyas, désignation internationale (5637) Gyas, est un astéroïde troyen jovien.

## Description
(5637) Gyas est un astéroïde troyen jovien, camp troyen, c'est-à-dire situé au point de Lagrange L5 du système Soleil-Jupiter. Il présente une orbite caractérisée par un demi-grand axe de 5,145 UA, une excentricité de 0,120 et une inclinaison de 22,4° par rapport à l'écliptique.
Il est nommé en référence au personnage de la mythologie grecque Gyas, acteur du conflit légendaire de la guerre de Troie.

## Compléments